# تروریسم و ضدتروریسم در قزاقستان
تروریسم و ضدتروریسم در قزاقستان (انگلیسی: Terrorism and counter-terrorism in Kazakhstan) نقش مهمی در رابطه با ایالات متحده آمریکا ایفا می‌کند که در سال ۲۰۰۶ همواره تهدیدات تروریستی در این کشور بالا بود. قزاقستان جای ازبکستان را به عنوان شریک مورد علاقه روسیه و آمریکا در آسیای مرکزی گرفته‌است.
اقدامات ضد تروریسم قزاقستان را به رتبه ۹۴ کشور در میان ۱۳۰ کشور در فهرست جهانی تروریسم ۲۰۱۶ منتشر شده توسط مؤسسه اقتصاد و صلح بالا برده‌است. بالاتر بودن جایگاه در رتبه‌بندی بالاتر قرار گرفتن اهمیت تروریسم در کشور است. جایگاه ۹۴، قزاقستان را در گروهی از کشورها با کمترین تأثیر تروریسم قرار می‌دهد.

## سازمان‌های ممنوع شده
در ۱۲ اکتبر ۲۰۰۶، دادگاه عالی قزاقستان یک لیست تجدید نظر شده از سازمان‌های تروریستی ممنوعه را تصویب کرد و دادستان کل این لیست را منتشر کرد. سازمان‌های تروریستی که دولت آنها را ممنوع کرده‌است، حزب حرکت اسلامی ازبکستان، حزب التحریر الاسلامی، جماعت مجاهدین آسیای مرکزی، حزب اسلامی ترکمنستان شرقی، حزب کارگران کردستان، گرگ‌های خاکستری، لشکر طیبه، انجمن اصلاحات اجتماعی (در کویت)، اسباط انصار (در اسرائیل)، القاعده، طالبان و اخوان‌المسلمین.
وقتی که دیوان عالی در ابتدا JCMA و شش سازمان دیگر را به لیست خود در مارس ۲۰۰۶ اضافه کرد، منتقدان گفتند که اخوان المسلمین و لشکر طوبا فعالیتهایشان در قزاقستان در حدی نیست که در لیست ممنوعه قرار گیرند. سوئلبک زامکنولی، دبیر مطبوعاتی دفتر دادستان کل، گفت: «این بدان معنا نیست که همه این سازمان‌ها در قزاقستان فعال هستند. تصمیم به ممنوعیت آنها یک اقدام پیشگیرانه است. این سازمان‌ها به عنوان تروریست در فدراسیون روسیه، ایالات متحده، ترکیه، ازبکستان و پاکستان نیز شناخته می‌شوند.»
دادگاه عالی در تاریخ ۱۷ نوامبر ۲۰۰۶، آئوم شینریکیو و سازمان آزادیبخش شرق ترکستان را به لیست سازمان‌های ممنوعه تروریستی اضافه کرد. هر دو سازمان اعضایی در قزاقستان دارند.

## روابط بین سازمان‌های يادشده
حزب التحریر در ازبکستان، تاجیکستان و قرقیزستان ممنوع است. دولت قرقیزستان حزب التحریر را پس از اعلام جهاد علیه پلیس قرقیزستان در تاریخ ۱۹ ژوئیه ۲۰۰۶ ممنوع اعلام کرد. مقامات دولت قرقیزستان و ازبکستان می‌گویند که حزب التحریر، جنبش اسلامی ازبکستان و گروه اکرومیا، که یک گروه رادیکال اسلامی است، روابط نزدیکی با هم دارند.
ژنرال رشید توسوپبکوف، دادستان کل قزاقستان، از دادگاه شهر آستانه خواست که حزب التحریر را به دلیل فعالیت‌های تروریستی در ۱۶ مارس ۲۰۰۵، ممنوع اعلام بکند. وزیر امور خارجه، زامکنولی، در یک مصاحبه مطبوعاتی گفت: «احتمال زیاد دارد که حزب التحریر با طالبان، القاعده و سایر گروه‌های افراط گرا روابطی داشته باشد؛ بنابراین، طبق قانون قزاقستان که هرگونه افراط گرایی را ممنوع می‌کند، ما دلایل زیادی برای ممنوعیت فعالیت‌های حزب التحریر در خاک قزاقستان داریم.»